# 陕西俑士超越足球俱乐部
陕西俑士超越足球俱乐部，原名西安优柯多足球俱乐部，是一家注册于陕西省西安市的足球俱乐部。成立于2013年，现参加中乙联赛。
西安俑士超越最初的球员和教练组构成，大部分都与之前的陕西球队有关。主教练为前陕西长安竞技主帅黄宏毅，在离开陕西之后他曾执教过山西信都，因此从这两队中带来了不少球员。其中，王一鸣、王琦(大连籍，前锋，与现效力于陕西长安竞技的门将王琦同名）、王鸿文、吴健、刁智博五人来自陕西长安竞技。白帆、崔凯瑞、齐丹（曾在2012赛季效力于陕西另一支乙级球队陕西大秦力菲克）、徐子腾、崔保安、李钢、廉仁杰、吕永帝、杨文杰（亦曾效力于陕西长安竞技）从山西信都加入。其余球员大多为上赛季中乙联赛主力球员。

## 球队历史
俱乐部资方西安优柯体育经纪有限公司从事于足球赛事的运营管理。2019年公司组建俱乐部队，开始征战2019年陕西省业余足球联赛和2019年中冠联赛，力争2020年中乙联赛的参赛资格，向职业足球俱乐部过渡和发展。

#### 中丙
2019年5月13日，经过第一轮的轮空之后，西安优柯多与重庆笛凯的比赛在成都温江足球基地3号场打响。最终凭借王琦和杨文杰的梅开二度以及吴丁卯和廉仁杰的进球，球队以6-0大胜对手。这是西安优柯多成立后进行的第一场正式比赛。
F组的比赛5月18日落下帷幕，西安优柯多以4战全胜积12分的成绩排名小组首位。他们在小组赛中展现出强劲攻击力，攻入20球仅失1球，成功晋级淘汰赛。
2019年7月19日，2019中冠联赛总决赛分组抽签结束，西安优柯多抽到北区1号位，与同城球队西安易联分在同一小组，主场位于西安工程大学临潼校区。北区小组赛战罢，西安优柯积13分，凭借净胜球优势排名小组第二，进入升级附加赛。
2019年10月13日，西安优柯在主场以点球4-3击败上海搏击长空，晋级中冠半决赛。虽然之后的三四名排位赛上点球负于山东望岳，但依旧成功取得直接升入2020中乙联赛的资格。

#### 中乙
2020年5月23日，中国足协公布了2020赛季中国足球超级、甲级、乙级联赛的准入俱乐部公示，西安优柯多出现在了乙级队伍名单中。
2020年10月24日，2020中乙联赛开始，西安优柯多被分在云南海埂赛区。主教练依旧为带领球队升级的黄宏毅。球队签下了邹游、康园等实力球员，亦从中超青年队、中甲预备队租借了陈郑烽、吾提库尔·艾山等潜力球员。最终在2020年中乙联赛获得第13名。2021年3月15日，更名为陕西俑士超越足球俱乐部。2021年3月17日，陕西佣士超越足球俱乐部发起队徽投票投票活动。2021年3月23日，陕西俑士超越发布新队徽。

## 球队数据
射手榜（截至2020年11月8日）
|   | 球员   | 进球数 |
| - | ------ | ------ |
| 1 | 吴丁卯 | 12     |
| 2 | 王琦   | 8      |
| 3 | 杨文杰 | 4      |
| 4 | 孙超凡 | 3      |
| 5 | 廉仁杰 | 2      |
| 5 | 徐昕   | 2      |
| 7 | 吴建   | 1      |
| 7 | 景德洋 | 1      |
| 7 | 徐文彬 | 1      |
| 7 | 王翔   | 1      |
| 7 | 齐丹   | 1      |
| 7 | 李钢   | 1      |
| 7 | 葛宇翔 | 1      |